# Jan I van Eu
Jan I van Eu ook gekend als Jan I van Brienne (circa 1250 - Clermont, 12 juni 1294) was van 1270 tot aan zijn dood graaf van Eu.

## Levensloop
Jan I was de zoon van Alfons van Brienne en Maria van Eu, beiden graven van Eu. In 1270 volgde hij zijn vader op als graaf van Eu.
Hij was gehuwd met Beatrix (overleden in 1304), dochter van graaf Gwijde III van Saint-Pol. Ze kregen vijf kinderen:
- Jan II (overleden in 1302), graaf van Eu
- Isabella (overleden tussen 1302 en 1307), huwde met burggraaf van Troyes Jan van Dampierre
- Johanna (overleden na 1325), huwde eerst met burggraaf Raymond VI van Turenne en daarna rond 1314 met heer Reinoud van Picquigny
- Margaretha (overleden in 1310), huwde met burggraaf Gwijde van Thouars
- Mathilde (overleden na 1328), huwde met Alfons de la Cerda, troonpretendent van het Koninkrijk Castilië.

In 1294 stierf Jan, waarna zijn zoon Jan II hem opvolgde als graaf van Eu.